# Alexandru Constandea
Alexandru Constandea (n. 1895 – d. 1921) a fost un deputat în Marea Adunare Națională de la Alba Iulia, organismul legislativ reprezentativ al „tuturor românilor din Transilvania, Banat și Țara Ungurească”, cel care a adoptat hotărârea privind Unirea Transilvaniei cu România, la 1 decembrie 1918 :p. 64 .

## Biografie
A fost agricultor în Soporu de Câmpie :p. 64.

## Activitatea politică
Ca deputat în Adunarea Națională din 1 decembrie 1918 a fost delegat supleant al Cercului electoral Cojocna :p. 168.